# Korea Aerospace Industries
Korea Aerospace Industries (más comúnmente conocida por sus siglas KAI, en coreano: 한국항공우주산업, en hanja: 韓國航空宇宙産業) es una empresa estatal aeroespacial surcoreana fundada en 1999 con la unificación de Samsung Aerospace,  Daewoo Heavy Industries y Hyundai Space and Aircraft Company.

## Productos

### Civil
- KAI KC-100: aeronave de aviación general con cuatro asientos y un motor de pistón. Previsto para el año 2011.

### Militar
- KAI T-50 Golden Eagle: Entrenador avanzado y caza ligero supersónico. 2005

### Codesarrollos
- Bell 427: Samsung Aerospace construye el fuselaje y la cola de este modelo en su fábrica de Sachon.
- Bell 429: KAI, así como Mitsui Bussan Aerospace, colaboró en el desarrollo de este modelo para Bell.
- KUH/KAI Surion: El Korean Utility Helicopter es un helicóptero de transporte con dos motores desarrollado por KAI en colaboración con Eurocopter.

### Satélites
- KAI ha lanzado los Korean Multipurpose Satellite nº 1, 2, 3 y 5.

### Proyectos futuros
- KAI KF-X: KAI ha presentado su proyecto para desarrollar un avión de caza furtivo indígena para la Fuerza Aérea de la República de Corea.